# Or potable
L'or potable est une solution aqueuse qui contient de l'or, qui était préparée et consommée principalement pendant la période de la Renaissance.

## Histoire
On trouve des traces de l'or potable dans des papyrus égyptiens. Pline l'Ancien en donne quelques recettes (Histoire naturelle, XXXIII, 84).
L'alchimiste taoïste chinois Ge Hong (283-343) fut un des premiers à fournir une recette d'or potable (jinye 金液), une solution d'or et de mercure, dans le Baopuzi neipian.
Nicolas Lefèvre donne un grand nombre de recettes d'or potable, huile d'or, poudre d'or, ainsi que celle de Raymond Lulle. En 1575, le président de la Cour des monnaies Alexandre de La Tourette dédie son Bref discours des admirables vertus de l'or potable au roi Henri III.

## Propriétés
Dissoudre de l'or dans de l'eau est extrêmement difficile, et les alchimistes du Moyen Âge rivalisaient d'ingéniosité pour pouvoir proposer la précieuse boisson à leurs protecteurs qui pouvaient payer très cher pour s'en procurer. L'or potable était bu à cette époque dans des bouillons ou dans des boissons alcoolisées, l'or étant dissous dans l'eau régale qui donnait une liqueur jaune limpide. Ce breuvage était considéré comme un remède, une sorte d'élixir de jeunesse, malgré le fait que la consommation d'or soit en réalité dangereuse pour la santé, comme le suggère le syndrome d'intoxication chronique de Diane de Poitiers. Avec les progrès de la médecine et l'analyse d'os de membres de la noblesse, on a pu identifier cette solution comme cause probable de leur mort étant donné les quantités d'or anormalement élevées trouvées dans les os.

## Symbolisme
En réalité, l'or potable fait référence à tout autre chose qu'une vulgaire quantité d'eau contenant de l'or, celle-ci étant absolument non potable et hautement toxique. Il s'agit de quelque chose de plus subtil, connu des seuls alchimistes : l'élixir de longue vie.

## Littérature
Molière mentionne l'or potable dans Le médecin malgré lui (acte I scène IV).